# Jurij Szmatow
Jurij Szmatow (ur. 14 lutego 1973) – ukraiński, a od 2002 roku niemiecki zapaśnik walczący w stylu wolnym. Zajął osiemnaste miejsce na mistrzostwach Europy w 2002. Piąty w Pucharze Świata w 2002 roku.
Mistrz Niemiec w 2002, a drugi w 2000 roku.